# Лора Липман
Лора Липман (на английски: Laura Lippman) е американска журналистка и писателка на произведения в жанра трилър, криминален роман и документалистика.

## Биография и творчество
Лора Липман е родена на 31 януари 1959 г. в Атланта, Джорджия, САЩ, в презвитерианското семейство на Тео Липман-младши, писател във вестник „Балтимор Сън“, и Маделин Мабри, училищен библиотекар в училищната система на Балтимор. Израства в Кълъмбия, Мериленд, където завършва гимназия през 1977 г. Тя е капитан на академичния отбор на гимназията и участва в няколко драматични постановки на училището. Следва журналистика в Училището по журналистика Медил на Северозападния университет. След дипломирането си работи като репортер за криминалната хроника от 1981 г. в „Трибюн Хералд“ в Уейко, Тексас, после от 1983 г. в „Сан Антонио Лайт“ в Сан Антонио, Тексас, и от 1989 г. в „Балтимор Сън“.
Първият ѝ роман „Балтиморски блус“ от поредицата „Тес Монахан“ е издаден през 1997 г. Главна героиня в поредицата е репортерка Тес Монахан, която се превъплъщава в частен детектив. През 2001 г. напуска работата си и се посвещава на писателската си кариера.
Произведенията ѝ са удостоени с редица престижни награди – „Агата“, „Антъни“, „Едгар“, „Ниро“, „Макавити“ и „Шамус“.
Романът ѝ „Всяко тайно нещо“ от 2003 г. е екранизиран в едноименния филм с участието на Даян Лейн, Елизабет Банкс и Дакота Фанинг. През 2022 г. романът ѝ „Дамата в езерото“ от 2019 г. е екранизиран в едноименния телевизионен минисериал с участието на Натали Портман, Моузес Инграм и Лупита Нионг'о.
Тя е призната за отличителен глас в трилър жанра и е обявена за един от „основните“ автори на криминална литература за последните 100 години. В допълнение към писането, тя преподава в Гуше Колидж в Таусън, Мериленд.
Омъжена е за Дейвид Саймън (втори брак), бивш репортер от „Балтимор Сън“, създател и изпълнителен продуцент на сериала на HBO „Наркомрежа“. Липман участва в сцена в първия епизод от последния сезон като репортер, работещ в нюзрума на„Балтимор Сън”. Двамата имат дъщеря – Джорджия.
Лора Липман живее със семейството си в Балтимор.

## Произведения

### Самостоятелни романи
- Every Secret Thing (2003) – награда „Антъни“[1][2][3][4][5]
- To the Power of Three (2005)
- What the Dead Know (2007) – издаден и като Little Sister, награда „Антъни“, награда „Бари“ и награда „Макавити“
- Life Sentences (2009)
- I'd Know You Anywhere (2010) – издаден и като Don't Look Back
- The Most Dangerous Thing (2011) – издаден и като The Innocents
- And When She Was Good (2012)
- After I'm Gone (2014) – награда „Антъни“
- Wilde Lake (2016)
- Sunburn (2018)
- Lady in the Lake (2019)
- Dream Girl (2021)
- Prom Mom (2023)

### Поредица „Тес Монахан“ (Tess Monaghan)
1. Baltimore Blues (1997)[1][2][3][4][5]
2. Charm City (1997) – награда „Шамус“
3. Butchers Hill (1998) – награда „Агата“ и награда „Антъни“
4. In Big Trouble (1999) – награда „Антъни“ и награда „Шамус“
5. The Sugar House (2000) – награда „Ниро“
6. In A Strange City (2001)
7. The Last Place (2002)
8. By a Spider's Thread (2004)
9. No Good Deeds (2006) – награда „Антъни“
10. Another Thing to Fall (2008)
11. The Girl in the Green Raincoat (2011)
12. Hush Hush (2012)

- The Tess Chronicles (2018) – сборник разкази
- Tess Monaghan: A Mysterious Profile (2022) – биография на Тес Монахан

### Участие в общи серии с други писатели
- Baltimore Noir (2006) в поредицата „Акаша ноар“ (Akashic Noir)[1][3]
- The Book Thing (2012) в поредицата „Библиомистерии / Смъртни присъди“ (Bibliomysteries / Death Sentences)
- Slow Burner (2020) в поредицата „Тишина“ (Hush)

### Новели
- Arm and the Woman (2009)[1][3]
- The Babysitter's Code (2009)
- Black-Eyed Susan (2009)
- The Crack Cocaine Diet (2009)
- Dear Penthouse Forum (2009)
- Easy as A-B-C (2009)
- Femme Fatale (2009)
- A Good Fuck Spoiled (2009)
- Honor Bar (2009)
- One True Love (2009)
- Pony Girl (2009)
- Ropa Vieja (2009)
- Scratch a Woman (2009)
- The Shoeshine Man's Regrets (2009)
- What He Needed (2009)
- Five Fires (2014)

### Сборници
- Hardly Knew Her (2008)[1][2][3][4]
- The Accidental Detective (2012)
- Femme Fatale and Other Stories (2012)
- Different for Girls (2018)
- Nasty Girls (2018)
- The Weaker Sex (2018)
- Seasonal Work (2022)

### Разкази
- Not Quite U. (2004)
- Family Man (2009)
- Motel Room Key (2012)
- Ice (2014)

### Документалистика
- My Life as a Villainess (2020)[1]

На български език е издаден неин разказ в сборника „Опасни жени“, изд.: ИК „Прозорец“, София (2007), прев. Мария Симеонова

### Екранизации
| Година | Заглавие           | Описание      |
| ------ | ------------------ | ------------- |
| 2014   | Every Secret Thing | филм          |
| 2022   | Lady in the Lake   | тв минисериал |